# Diskografie K'naana
Toto je seznam vydané diskografie somálsko-kanadského rappera a zpěváka K'naana.

## Alba

### Studiová alba
| What Next? (jako Keinaan)                                                               | - Vydáno: 2000 - Vydavatelství: Cuffnone Music       | — | —  | —   | —  | — | —   | —   | —  | —  |
| My Life Is a Movie                                                                      | - Vydáno: 2004 - Vydavatelství: samovydavatel        | — | —  | —   | —  | — | —   | —   | —  | —  |
| The Dusty Foot Philosopher                                                              | - Vydáno: 7. června 2005 - Vydavatelství: BMG        | — | —  | —   | —  | — | —   | —   | —  | —  |
| Troubadour                                                                              | - Vydáno: 24. února 2009 - Vydavatelství: A&M/Octone | 7 | 15 | 163 | 67 | 9 | 147 | 32  | 33 | 12 |
| Country, God or the Girl                                                                | - Vydáno: 3. října 2012 - Vydavatelství: A&M/Octone  | — | —  | —   | —  | — | —   | 129 | —  | 13 |
| "—" značí, že se nahrávka neumístila v hitparádách nebo v tomto území ani nebyla vydána |                                                      |   |    |     |    |   |     |     |    |    |

### Koncertní alba
| Název                      | Detaily o albu                                              |
| -------------------------- | ----------------------------------------------------------- |
| The Dusty Foot on the Road | - Vydáno: 17. července 2007 - Vydavatelství: EMI / Virgin   |
| iTunes Live from Montreal  | - Vydáno: 1. ledna 2010 - Vydavatelství: Interscope Records |

### Mixtapy
- K'naan : You Can't Buy This (Mixed By K-Salaam & Beatnick)
- K'naan & J.Period: The Messengers 1 (Fela Kuti)
- K'naan & J.Period: The Messengers 2 (Bob Marley)
- K'naan & J.Period: The Messengers 3 (Bob Dylan)

## Extended play
| Název                       | Detaily                                              | Umístění v hitparádách | Umístění v hitparádách | Umístění v hitparádách |
| Název                       | Detaily                                              | CAN                    | US R&B/HH              | US Rap                 |
| --------------------------- | ---------------------------------------------------- | ---------------------- | ---------------------- | ---------------------- |
| More Beautiful Than Silence | - Vydáno: 24. ledna 2012 - Vydavatelství: A&M/Octone | 37                     | 32                     | 19                     |

## Singly

### Jako hlavní umělec
| 2008                                                                                    | "ABCs" (featuring Chubb Rock)                    | 75 | — | —  | — | — | —  | —  | —  | —   | —  |                                                                 | Troubadour                  |
| 2009                                                                                    | "Wavin' Flag"                                    | 2  | — | —  | — | — | —  | —  | —  | —   | 99 |                                                                 | Troubadour                  |
| 2010                                                                                    | "Wavin' Flag (Celebration Mix)"                  | —  | 1 | 1  | 2 | 2 | 2  | —  | 1  | 2   | 82 | - MC: 3× Platinum - BPI: Platinum - FIMI: Gold - IFPI: Platinum | Troubadour                  |
| 2010                                                                                    | "Take a Minute"                                  | 11 | — | —  | — | — | —  | —  | —  | —   | —  |                                                                 | Troubadour                  |
| 2010                                                                                    | "Bang Bang" (feat. Adam Levine)                  | 71 | — | —  | — | — | —  | —  | —  | 105 | —  |                                                                 | Troubadour                  |
| 2012                                                                                    | "Is Anybody Out There?" (feat. Nelly Furtado)    | 14 | 7 | 11 | — | — | 15 | 1  | 20 | —   | 92 | - MC: Platinum - RMNZ: Gold                                     | More Beautiful Than Silence |
| 2012                                                                                    | "Nothing to Lose" (s Nas nebo s Nas a will.i.am) | —  | — | —  | — | — | —  | —  | —  | —   | —  |                                                                 | Country, God or the Girl    |
| 2012                                                                                    | "Hurt Me Tomorrow"                               | 12 | — | —  | — | — | —  | 16 | —  | —   | —  | - MC: Platinum                                                  | Country, God or the Girl    |
| 2023                                                                                    | "Refugee"                                        | —  | — | —  | — | — | —  | —  | —  | —   | —  |                                                                 | Singl bez alb               |
| "—" značí, že se nahrávka neumístila v hitparádách nebo v tomto území ani nebyla vydána |                                                  |    |   |    |   |   |    |    |    |     |    |                                                                 |                             |

### Jako vedlejší umělec
| 2006                                                                                    | "Til We Get There" (M-1 feat. K'naan)                                                 | — | — | —  | —  |                                       | Confidential                                                 |
| 2008                                                                                    | "Africa" (Amadou & Mariam feat. K'naan)                                               | — | — | —  | —  |                                       | Welcome to Mali                                              |
| 2009                                                                                    | "L'Arme de Paix" (Oxmo Puccino feat. K'naan)                                          | — | — | —  | —  |                                       | L'Arme de Paix                                               |
| 2009                                                                                    | "Think of All the Things" (KRS-One & Buckshot feat. K'naan)                           | — | — | —  | —  |                                       | Survival Skills                                              |
| 2009                                                                                    | "TV in the Radio" (Wale feat. K'naan)                                                 | — | — | —  | —  |                                       | Attention Deficit                                            |
| 2010                                                                                    | "In Jamaica" (Beatnick & K-Salaam feat. K'naan a Buckshot)                            | — | — | —  | —  |                                       | Beatnick & K-Salaam Present - Where The Streets Have No Name |
| 2010                                                                                    | "Wavin' Flag" (s Young Artists for Haiti)                                             | 1 | — | —  | 89 |                                       | Singl bez alb                                                |
| 2010                                                                                    | "Stop for a Minute" (Keane feat. K'naan)                                              | — | — | 35 | 40 |                                       | Night Train                                                  |
| 2010                                                                                    | "Looking Back" (Keane feat. K'naan)                                                   | — | — | —  | —  |                                       | Night Train                                                  |
| 2010                                                                                    | "Tribes at War" / "Africa Must Wake Up" (Nas a Damian Marley feat. K'naan)            | — | — | —  | —  |                                       | Distant Relatives                                            |
| 2010                                                                                    | "Tamatant Tilay / Exodus" (Herbie Hancock, Tinariwen, K'naan a Los Lobos)             | — | — | —  | —  |                                       | The Imagine Project                                          |
| 2011                                                                                    | "Hip Hop Nation" (KRS-One feat. K'naan, Lina a Frank Fitzpatrick)                     | — | — | —  | —  |                                       | Beat the World (Original Motion Picture Soundtrack)          |
| 2011                                                                                    | "Summer Paradise" (Simple Plan feat. K'naan)                                          | 8 | 4 | 7  | 12 | - ARIA: 2× Platinum - MC: 3× Platinum | Get Your Heart On!                                           |
| 2012                                                                                    | "Mecca" (Howard Shore, Metric a K'naan)                                               | — | — | —  | —  |                                       | Cosmopolis: Original Motion Picture Soundtrack               |
| 2012                                                                                    | "We OK" (The Very Best feat. K'naan)                                                  | — | — | —  | —  |                                       | MTMTMK                                                       |
| 2013                                                                                    | "Earth From Outer Space" (Michael Franti & Spearhead feat. K'naan)                    | — | — | —  | —  |                                       | All People                                                   |
| 2016                                                                                    | "Give It up Today (If We Ruled the World)" (Tara MaQ feat. K'naan, Tink a Yasiin Bey) | — | — | —  | —  |                                       | Chi-Star                                                     |
| 2021                                                                                    | "Waayo Waayo" (Sharma Boy feat. K'naan)                                               | — | — | —  | —  |                                       | —                                                            |
| 2021                                                                                    | "Somalia Somali Baa Leh" (Sharma Boy feat. K'naan)                                    | — | — | —  | —  |                                       | —                                                            |
| "—" značí, že se nahrávka neumístila v hitparádách nebo v tomto území ani nebyla vydána |                                                                                       |   |   |    |    |                                       |                                                              |

### Promo singly
| Rok  | Název                                                                        | Album                      |
| ---- | ---------------------------------------------------------------------------- | -------------------------- |
| 2005 | "Soobax"                                                                     | The Dusty Foot Philosopher |
| 2005 | "Strugglin'"                                                                 | The Dusty Foot Philosopher |
| 2008 | "Dreamer"                                                                    | Troubadour                 |
| 2008 | "Somalia"                                                                    | Troubadour                 |
| 2009 | "I Come Prepared" (feat. Damian Marley)                                      | Troubadour                 |
| 2009 | "If Rap Gets Jealous" (feat. Kirk Hammett)                                   | Troubadour                 |
| 2016 | "Immigrants (We Get the Job Done)" (se Snow tha Product, Riz MC a Resīdεntә) | The Hamilton Mixtape       |

## Spoluumělec
| Název                              | Rok  | Další umělec                                | Album                    | Reference |
| ---------------------------------- | ---- | ------------------------------------------- | ------------------------ | --------- |
| "World Cry"                        | 2011 | Lloyd, R.Kelly, Keri Hilson                 | King of Hearts           | [ 29 ]    |
| "With God On Our Side"             | 2012 |                                             | Chimes of Freedom        | [ 30 ]    |
| "Immigrants (We Get the Job Done)" | 2016 | Snow tha Product, Riz MC, Resīdεntә         | The Hamilton Mixtape     |           |
| "Belly Full" (J.PERIOD Remix)      | 2020 | J.PERIOD, Kardinal Offishall, Steele, Bajah | BEST OF J.PERIOD [VOL.2] | [ 31 ]    |